# Friedrich von Pfuel
Friedrich von Pfuel (* 1460; † 1527), Erbherr auf Jahnsfelde, Altranft, Vichel, Heiligensee, Gielsdorf, Wilkendorf und Eggersdorf, Pfandherr auf Schloss Jerichow, Groß Schönfeld, Hohenfelde (Mecklenburg), und Bärenwalde, war ein Ritter und kurfürstlich brandenburgischer Amtshauptmann.
Pfuel führte trotz des Landfriedens von 1495, wegen einer rückgängig gemachten Verlobung, eine die Rechtsvorstellungen der Zeit beachtende, zehnjährige Fehde mit den Mecklenburger Herzögen.

## Leben
Friedrich von Pfuel stammte aus dem alten in Jahnsfelde in der Märkischen Schweiz ansässigen Adelsgeschlecht von Pfuel. Er war der Sohn des Bertram von Pfuel (* um 1405–1410; † 1482) und der Anna von Barfus.
1492 nahm Pfuel mit Herzog Heinrich I. an der Belagerung von Braunschweig teil. Er war Amtshauptmann zu Sandau sowie im Vassallendienst und Geleit der Herzöge von Mecklenburg.

### Die Pfuel’sche Fehde
Im Stargardener Land war eine Linie der Familie von Pfuel mit Lehnsgütern ansässig. Als diese Linie ausgestorben war, zogen die Herzöge diese Güter als heimgefallene Lehen ein, verliehen sie jedoch bald wieder den Vettern des letzten stargardischen Pfuel. Friedrich von Pfuel hatte sich mit Anna von Bibow verlobt, welche jedoch vorher gegen Heinrich von Oldenburg ein Eheversprechen eingegangen war. Bevor Pfuel sie heiraten konnte, wurde sie Hofdame am mecklenburgischen Hof, wo man 1497, trotz Pfuels Protest, ihre Vermählung mit Heinrich von Oldenburg vollzog. Hierüber auf das heftigste erbittert, kündigte Pfuel den Herzögen und deren Landen Fehde an, welche nun zehn Jahre lang dauerten sollte, und worin er durch Mord, Brand und Plünderung viel Unheil anrichtete, und welche fast ohne Unterbrechung fortgeführt wurde. 
Da Pfuel auf die wiederholten Ladungen eines Vasallengerichts nicht erschien, wurden 1499 seine Lehen eingezogen und er in die Reichsacht erklärt. Endlich fing man an zu verhandeln. Pfuel verlangte als erste Bedingung die Aufhebung der Reichsacht. Als ihm diese Bedingung nicht erfüllt wurde, lockte er im Herbst 1505 Joachim und Ludolf von Maltzan, die beiden Söhne des Ritters Bernd von Maltzan, aus der Stadt Leipzig, und nahm sie als Geiseln. 
Bernd von Maltzan war der angesehenste und erste Geheimrat des Herzogs von Mecklenburg und hatte auch in dieser Angelegenheit mit Pfuel verhandelt. Pfuel führte die beiden Knaben auf das „Gebirge“, wohin ist nicht gesagt, wahrscheinlich auf die Burg eines Freundes in der Sächsischen Schweiz, und setzte sie dort gefangen. Vor der Gefangennahme der beiden Kinder, hatte Pfuel für die Entsagung der Fehde, der Braut sowie der Lehngüter, 3000 Goldgulden gefordert. Im Juni 1507 forderte er nun weitere 1500 Goldgulden für die Söhne Maltzans, da diese ihn viel Geld gekostet hätten. 
Während des Sommers 1507 wurde verhandelt; die Knaben wurden vom Gebirge herabgeführt, um beim Friedensschluss ausgeliefert zu werden. Aber erst am 24. August 1507 wurde unter Vermittlung des brandenburgischen Kurfürsten Joachim I. Nestor, in Berlin der Vertrag geschlossen, nach dem Friedrich von Pfuel die Aufhebung der Acht, eine Amnestie sowie 4500 Goldgulden erhielt, wogegen er und seine Vettern allen Ansprüchen, auch an die mecklenburgischen Lehngüter, entsagten. So waren die beiden Kinder fast zwei Jahre in Pfuels Gefangenschaft gewesen.
Der Grabstein des Friedrich von Pfuel befindet sich in der Dorfkirche Gielsdorf, ursprünglich befand sich dieser im alten Berliner Dom.

## Familie
Friedrich von Pfuel heiratete Barbara von Waldenfels († 1549), Enkelin des Staatsmanns Georg von Waldenfels. Das Paar hatte einen Sohn:
- Bertram von Pfuel (1510/15–1574), Erbherr auf Jahnsfelde, Vichel, Gielsdorf, Wilkendorf und Eggersdorf ⚭ Ursula von Hacke (Rote Linie). Sie waren die Ururgroßeltern des Christian Friedrich von Pfuel.